# Nevio de Zordo
Nevio de Zordo (n. 11 martie 1943, Cibiana di Cadore, Veneto, Italia – d. 26 martie 2014, Köln, Germania) a fost un bober ce a reprezentat Italia, medaliat olimpic. A participat la două ediții ale Jocurilor Olimpice (1972, 1976) în care a câștigat o medalie de argint.

## Participări
Lista de mai jos prezintă principalele competiții la care a participat Nevio de Zordo de-a lungul carierei.
- bobsleigh at the 1972 Winter Olympics[*]